# Oecusse
Oecusse er et landområde som siden 2002 har været et distrikt i staten Østtimor på øen Timor. Oecusse har et areal på 817,23 km² og ligger ca. 58 km fra grænsen til det øvrige Østtimor. Kystlinjen er ca. 50 km lang, mens grænsen mod land til Indonesien er ca. 300 km. Det er en eksklave på den vestlige del af øen, som er adskilt fra resten af staten Østtimor af Vesttimor, der i dag er en del af Indonesien. Oecusse grænser op til Savu havet. Hovedstaden hedder Pante Macassar, på engelsk Oecussi Town. Oecusse har i Østtimors forfatning en særstatus, såvel administrativt som økonomisk.
Oecusse (i perioder betegnet Oecussi-Ambeno) var sammen med Ambeno oprindelig to forskellige kongeriger, hvoraf Ambeno eksisterede før kolonitiden. I 1859 delte Portugal og Nederlandene Timor, således at Vest Timor blev hollandsk. Efter at hollænderne havde opgivet deres kolonisering, var portugiserne alene som kolonimagt. Der opstod borgerkrig mellem det dominerende parti, FRETILIN og rivaliserende politiske og militære grupper. Den 6. juni 1975 besatte indonesiske styrker eksklaven, og i oktober fulgte en invasion af grænsedistrikterne Bobonaro og Cova Lima. Nogle måneder senere var hele øen besat. Der opstod i de følgende år forskellige uroligheder. Oecusse blev på vegne af FN besat af australske tropper i 1999, og senere af jordanske i 2000.
Efter en række kampe og oprør blev Østtimor forvaltet på baggrund af et referendum fra FN af 1999, og efter tre års FN-kontrolleret styre blev det selvstændigt i 2002.

## Den fiktive stat
Under urolighederne i 1970erne grundlagde New Zealænderen og anarkisten Bruce Grenville den fiktive stat Occussi-Ambeno, idet han udråbte sig som sultan af denne "stat", som blandt andet producerede frimærker, der er blevet et samleobjekt på verdensplan. Grenville havde arbejde på et kontor, hvor der var adgang til professionelt typografisk udstyr, og han skabte herfra et samfund, der byggede på libertære ideer Selv efter at være afsløret, fortsatte han sin "statsbygning", bl.a. med en serie nye frimærker fra 1983.